# Castello della contessa Adelaide
Il castello della Contessa Adelaide si trova a Susa, circa 50 km a ovest di Torino e ospita il Museo Civico della città e Centro di interpretazione del territorio della Valle di Susa. Posto sull'altura che domina il centro storico, a fianco del celebre Arco di Augusto, fra i più antichi castelli in Val di Susa, la fortificazione segusina è stata più volte rimaneggiata nel corso dei secoli, ma i restauri degli ultimi decenni ne hanno riscoperto alcuni tratti medioevali. Il nome con cui è conosciuto rimanda ad Adelaide di Susa, che nell'XI secolo portò l'antica Segusio, le terre circostanti, molti feudi del Piemonte e il Passo del Moncenisio nell'orbita della Casa Savoia. Nel medioevo la rocca fu infatti fortificazione e residenza per la loro signoria. Nel corso del 2017 è avvenuta la riapertura degli spazi museali dopo i restauri. 

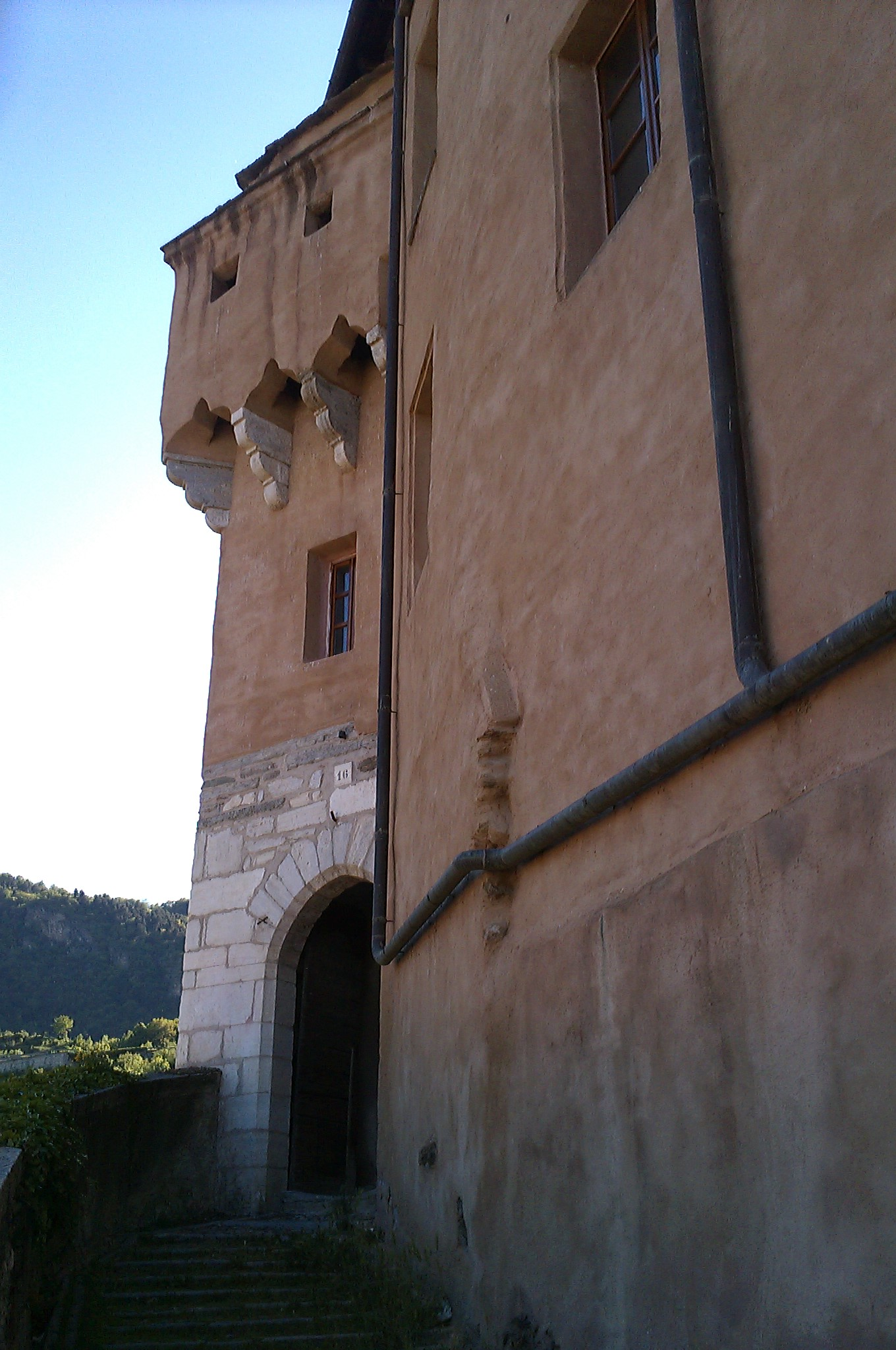
Postierla di ingresso al Castello

## Struttura architettonica
Il complesso è stato rimaneggiato a più riprese nel corso dei secoli e presenta una ampia stratificazione storica, che è stata indagata in diverse fasi dal Novecento ad oggi. Nell'area coesistono fianco a fianco preesistenze celtiche, l'arco di Augusto, mura e resti archeologici dell'area di comando romana, porzioni del castello dei Conti nel Medioevo, un'ala di età barocca.

### L'area di comando pre-romana e romana

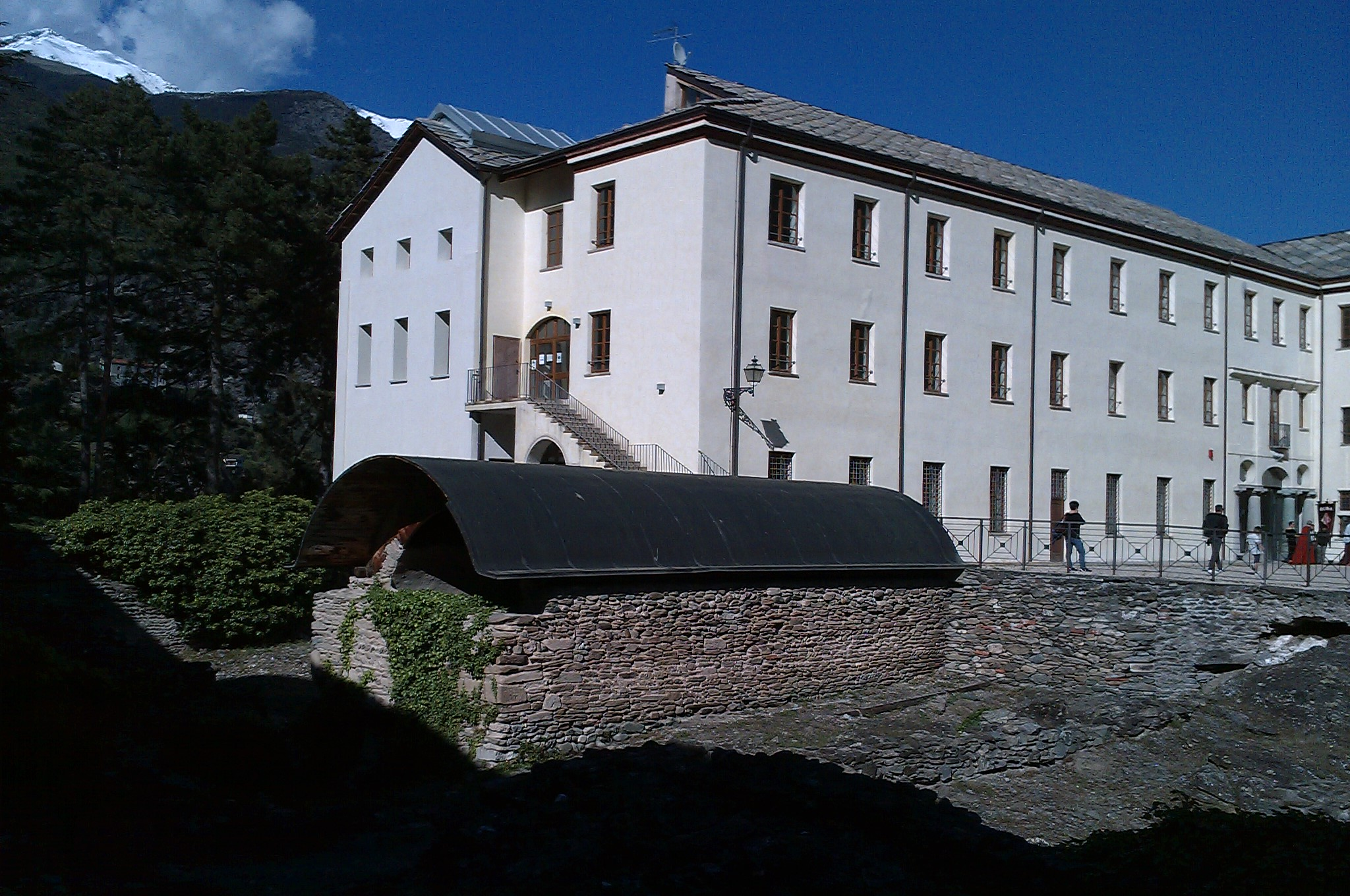
Nella parte bassa dell'immagine, scavi romani del pretorium

Secondo gli studiosi l'attuale castello sorge in quella che già in epoca preromana doveva essere l'area di comando della città  ai tempi del capo celtico Donno  e quindi di quella romana: le indagini archeologiche hanno permesso di riconoscere in situ il palazzo del Praetorium , il Palazzo del Governatore di dimensioni 75x42metri circa, accanto all'Arco di Augusto, probabile luogo i passaggio della strada romana verso la Gallia . Di questa epoca rimangono fondazioni, un atrio di ingresso, alcune tessere di un pavimento a mosaico e alcune volte degli ambienti sotterranei.

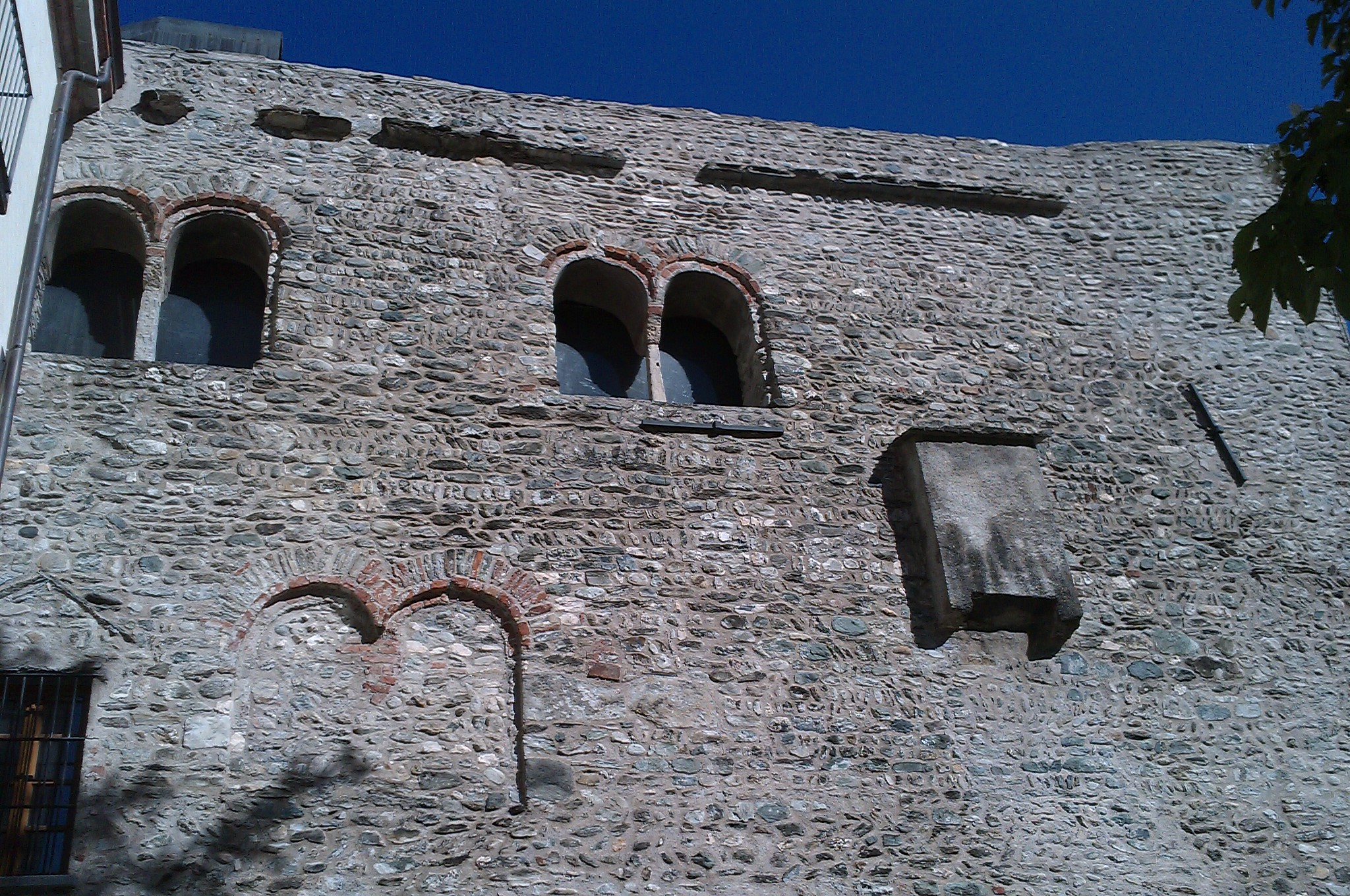
La parte medioevale del Castello

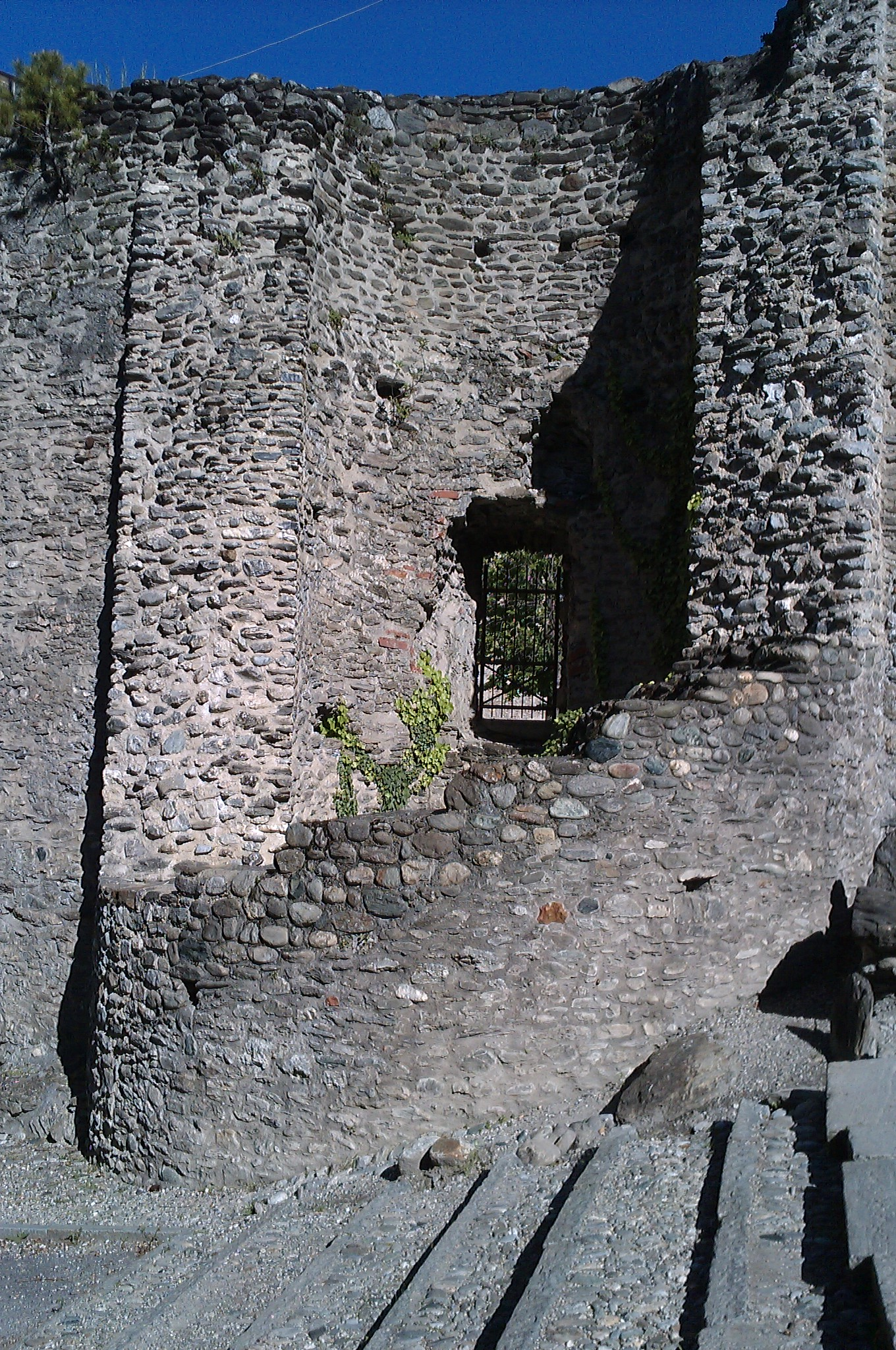
Resti di torre romana della cinta

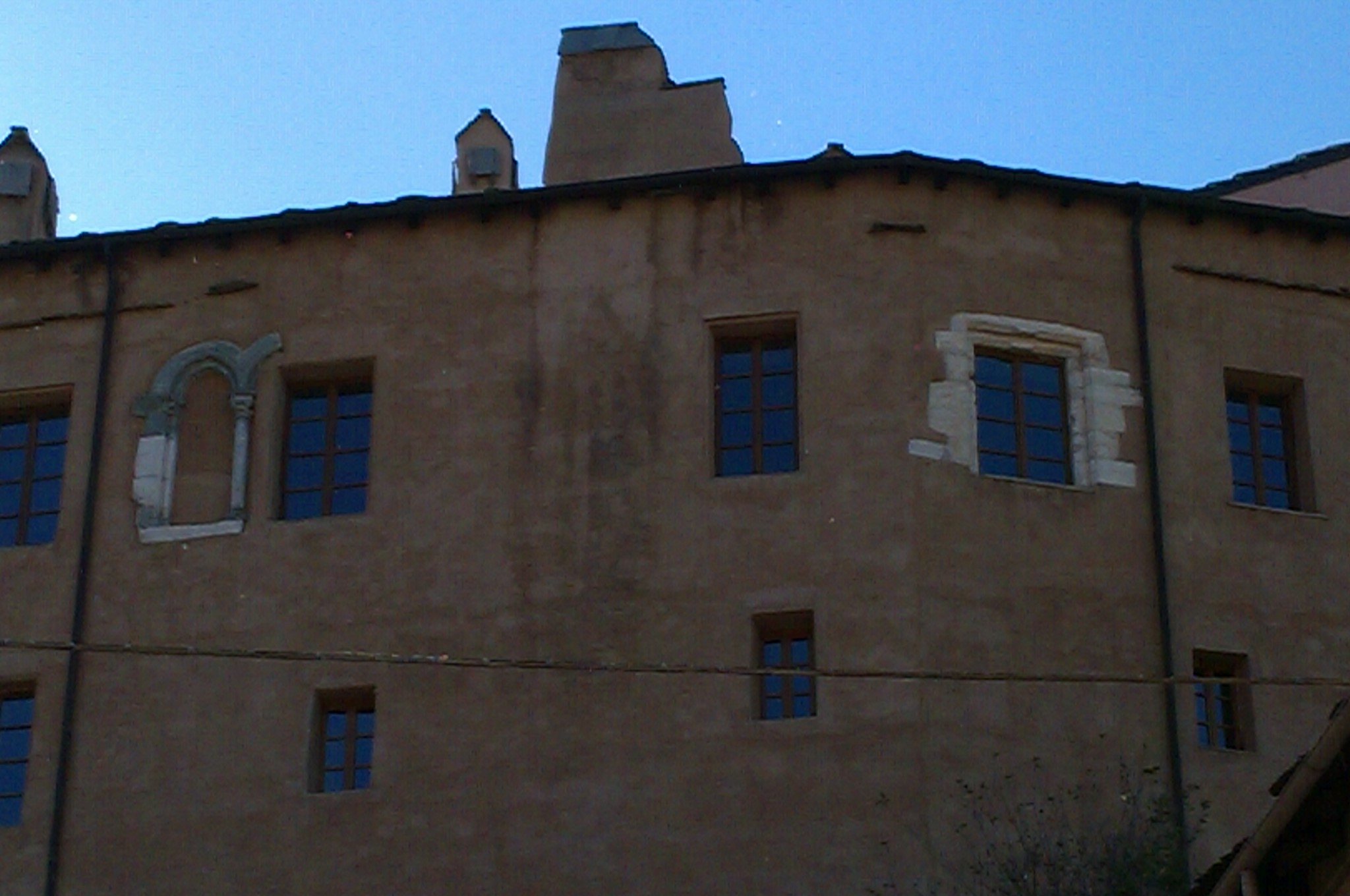
Susa, castello visto da est

### La fortificazione  medievale
Oggi gli edifici hanno l'aspetto di un complesso a "L", con una manica est più corta e prospettante sulla città vecchia e una manica nord più lunga e tendente verso l'Arco di Augusto, la cui area (a ovest) è separata da un complesso di mura e di torri in parte abbattute. La manica est viene datata al X-XI secolo, l'epoca adelaidina. Conserva alcune emergenze architettoniche medievali, come la pustierla marmorea di accesso dalla città e una bella bifora bicolore tamponata. All'interno si conservano altre antiche bifore. Oggi ha un aspetto settecentesco la manica nord, realizzata in parte su preesistenze del periodo romano. Nella parte in alzato la struttura è risalente al XIII secolo circa, ma è stata poi privata dello scalone di accesso e della loggia prospettante il cortile, mentre la grande sala di rappresentanza al primo piano è stata rivista tamponando tre grandi trifore polilobate.
Nella parte ovest è ancora esistente una porta carraia di accesso nel muro su cui aggettano torri in parte abbattute. Un tempo fortificavano l'area di accesso al castello, utilizzando anche l'Arco romano. Rimane ancora da indagare dal punto di vista archeologico l'area a sud-est, che un tempo doveva essere occupata dalla chiesa di S. Maria al Castello.

## Museo archeologico e Centro di interpretazione del territorio
L'area della Rocca è stata oggetto di un progetto integrato, con il riallestimento del Museo Civico, con un percorso archeologico e con un Centro di interpretazione del territorio, punto propulsore sul quale tessere la proposta dei siti culturali di tutta la zona. Il Museo civico è di proprietà della Città di Susa e raccoglie i reperti collezionati fin dall'Ottocento sul ricco territorio di transito alpino della Valle di Susa.
Dopo quindici anni di restauri, nel corso dell'anno 2017 parte la riapertura per tappe del complesso museale, con una anteprima nei fine settimana d'estate e l'inaugurazione ufficiale il 23 settembre in occasione della Giornata del Patrimonio Archeologico con una lectio del professor Giuseppe Sergi su “Donne, potenti garanti della continuità politica: il Medioevo e la contessa Adelaide”. Per l'anteprima, il 21 luglio 2017 è stata inaugurata al piano terreno la prima mostra temporanea dal titolo "Abiti, armi e gioielli al tempo di Adelaide", mentre dal 23 settembre 2017 è visitabile l'esposizione dei tesori archeologici rinvenuti sul territorio durante il Novecento. Nel corso del 2018 è prevista la riapertura del primo e del secondo piano del museo, con le sale dedicate alle epoche antiche e alle collezioni del Museo Civico, dotate anche di apparati multimediale.

## Galleria d'immagini

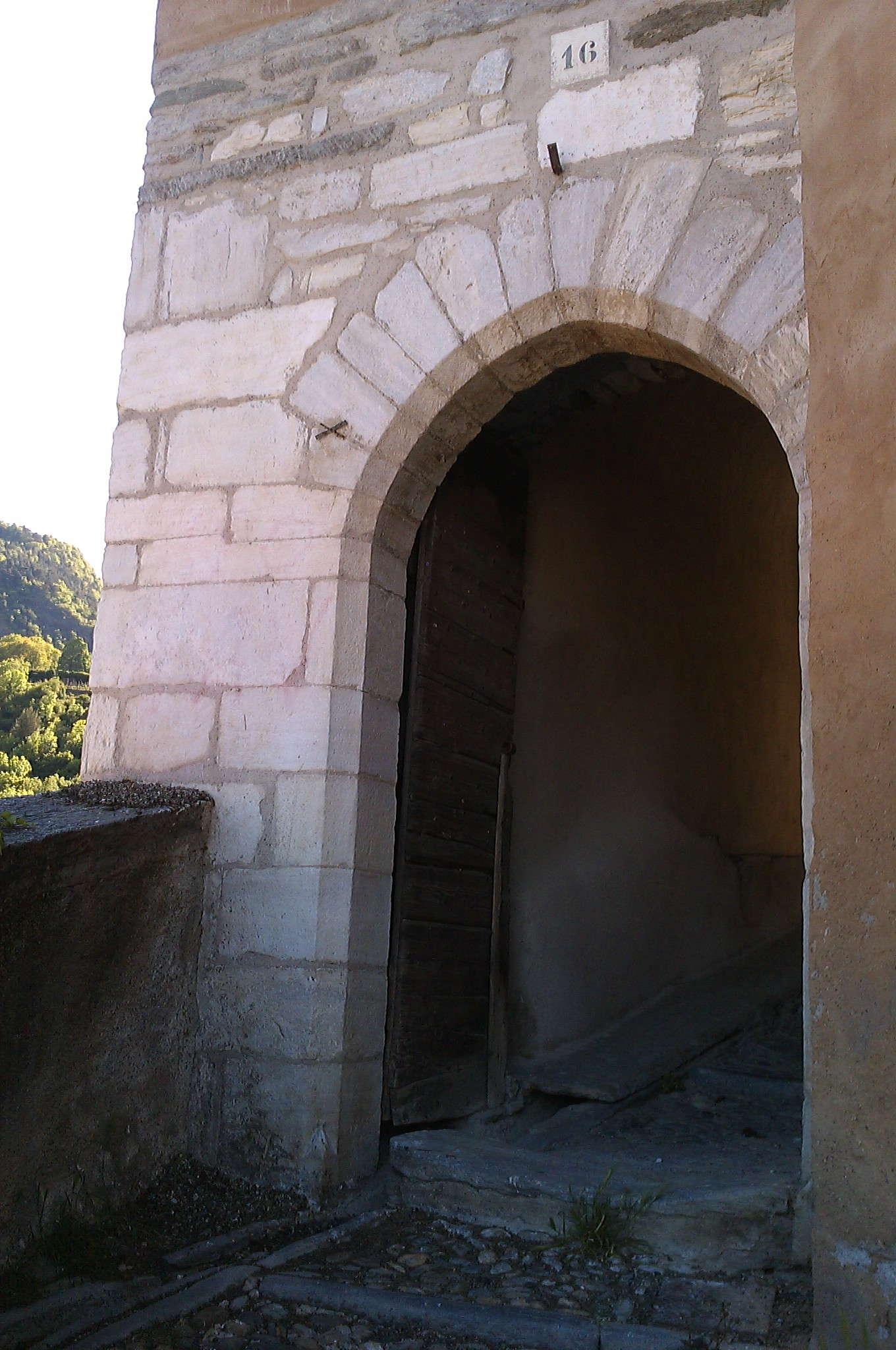
Susa, particolare della postierla di ingresso al castello
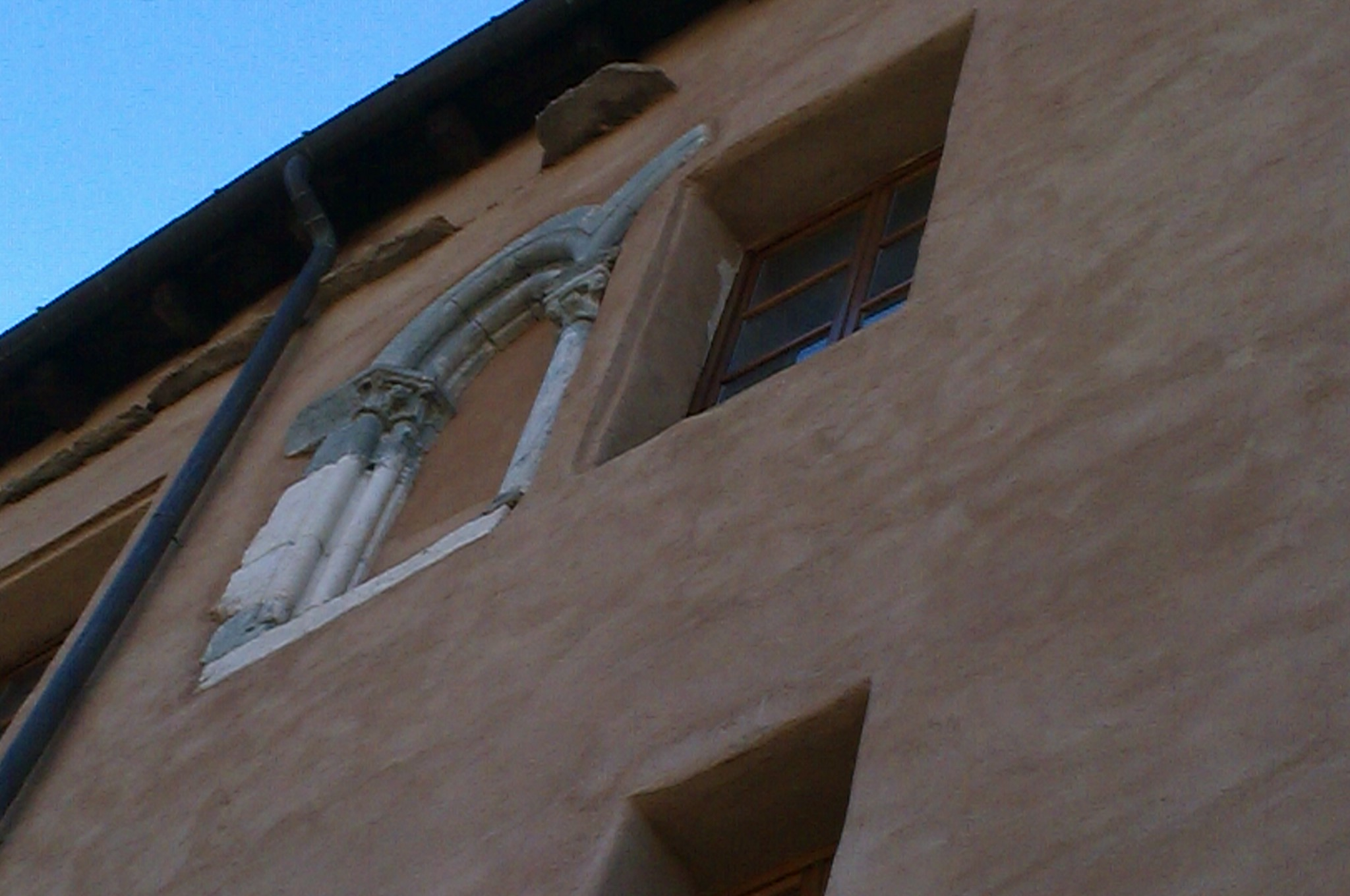
Bifora sulla facciata est
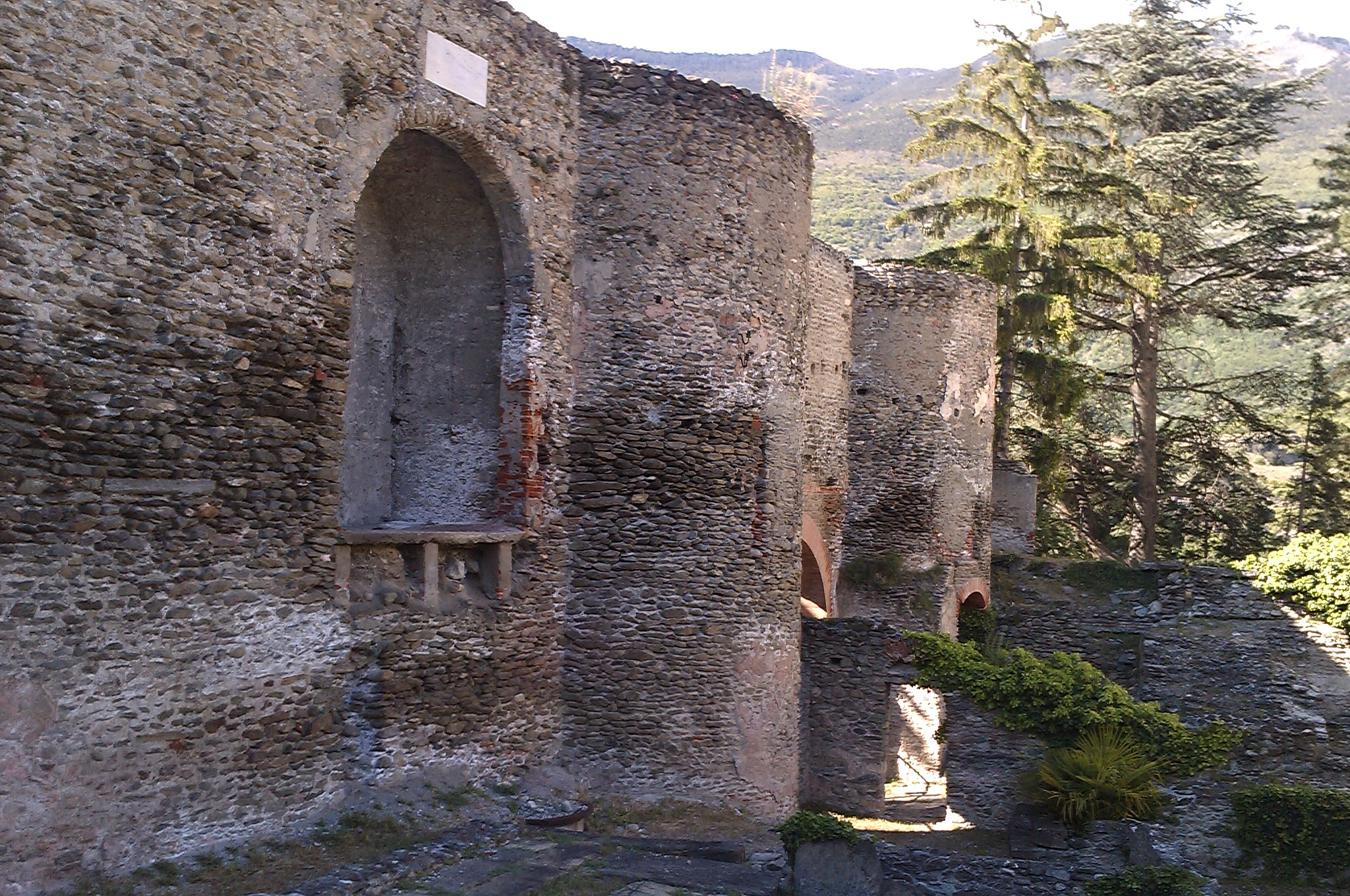
Mura romane della cinta viste dalla corte del castello
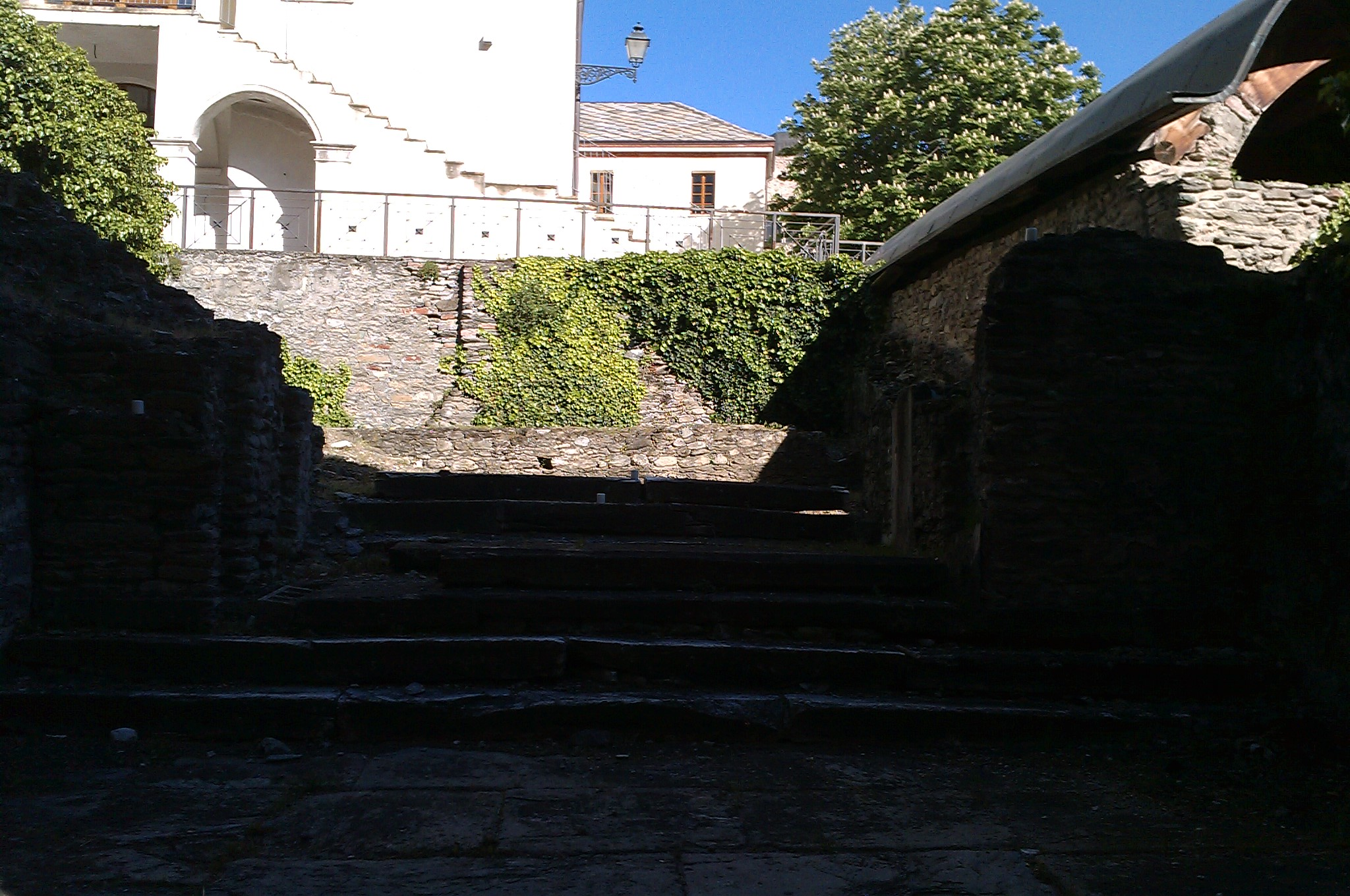
Scala di accesso al praetorium nell'area del Castello
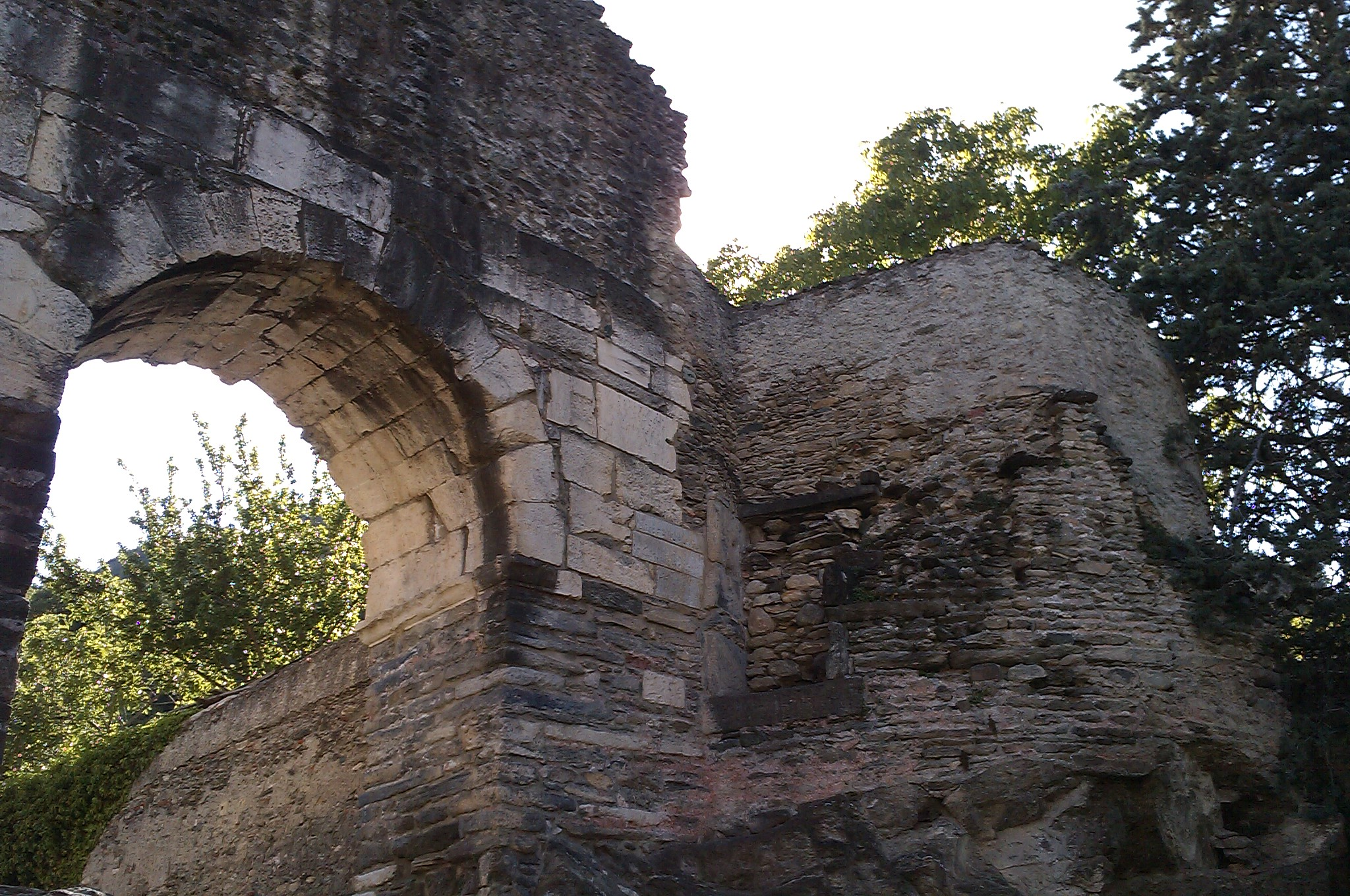
Susa, acquedotto romano al Castello detto "Terme graziane", particolare
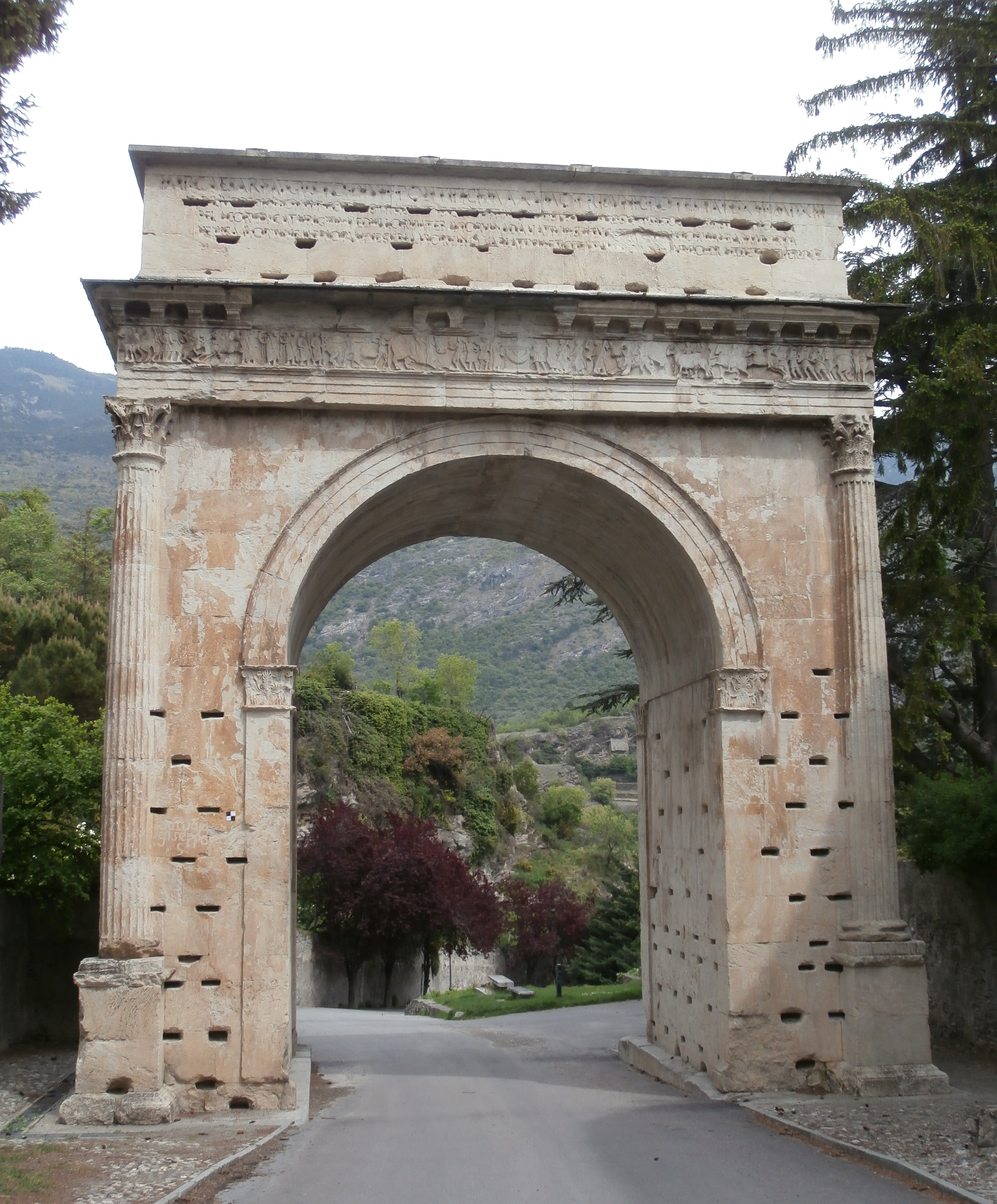
L'Arco di Augusto, da 8 aC